# ماهیچه دراز خم‌کننده شست پا
ماهیچه دراز خم‌کننده شست پا (Flexor hallucis longus muscle) در بالا به سطح پشتی استخوان نازک‌نی یا فیبولا چسبیده و بعد از پایین آمدن تاندون آن از زیر درشت‌نی و سپس زیر تالوس و استخوان پاشنه عبور کرده و بعد از عبور از کف پا به سطح زیرین بند انتهایی انگشت شست پا میچسبد. انقباض آن موجب خم شدن شست پا به پایین میشود. عصب آن از تیبیال و شریان آن از شریان پرونئال است.

## نگارخانه

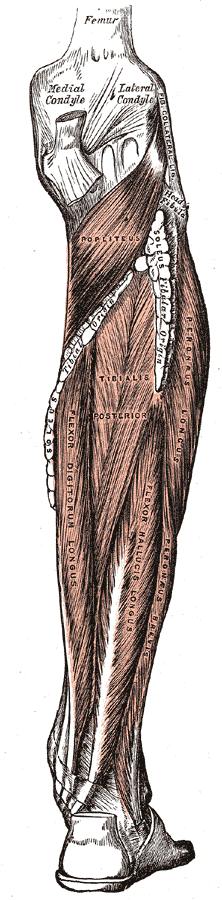
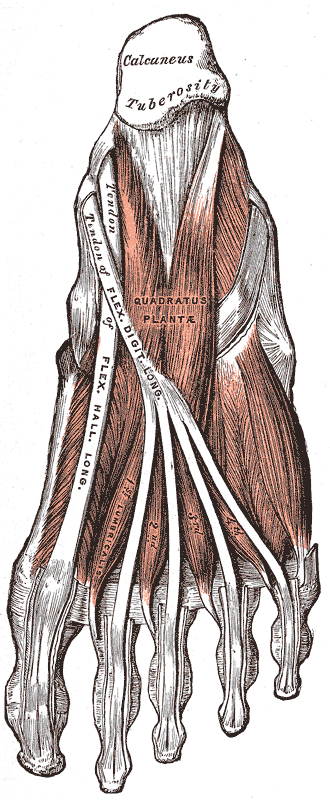
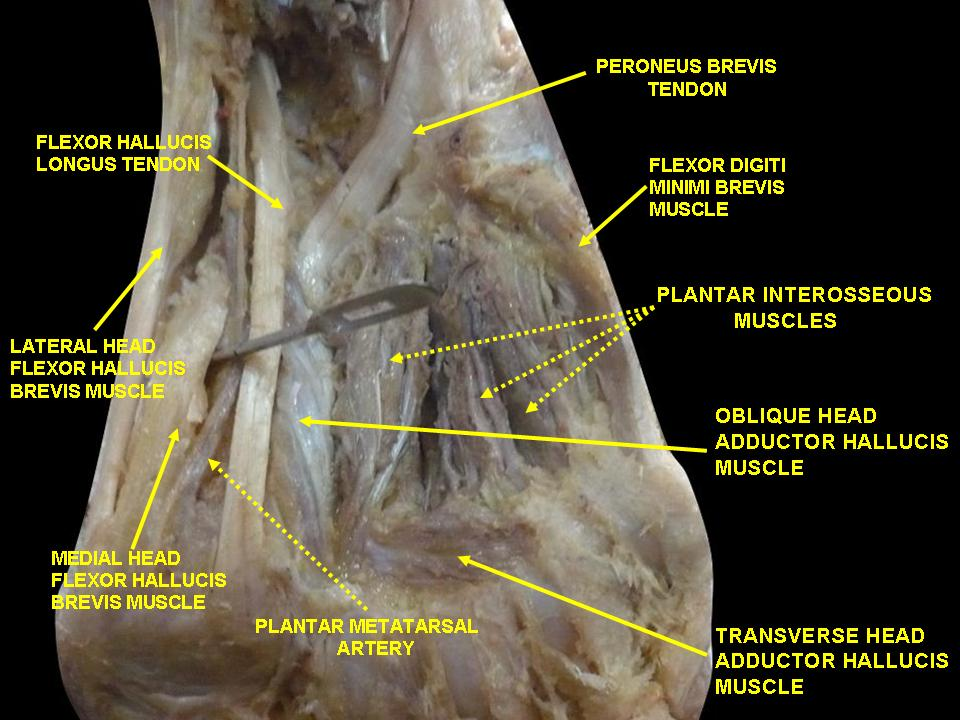
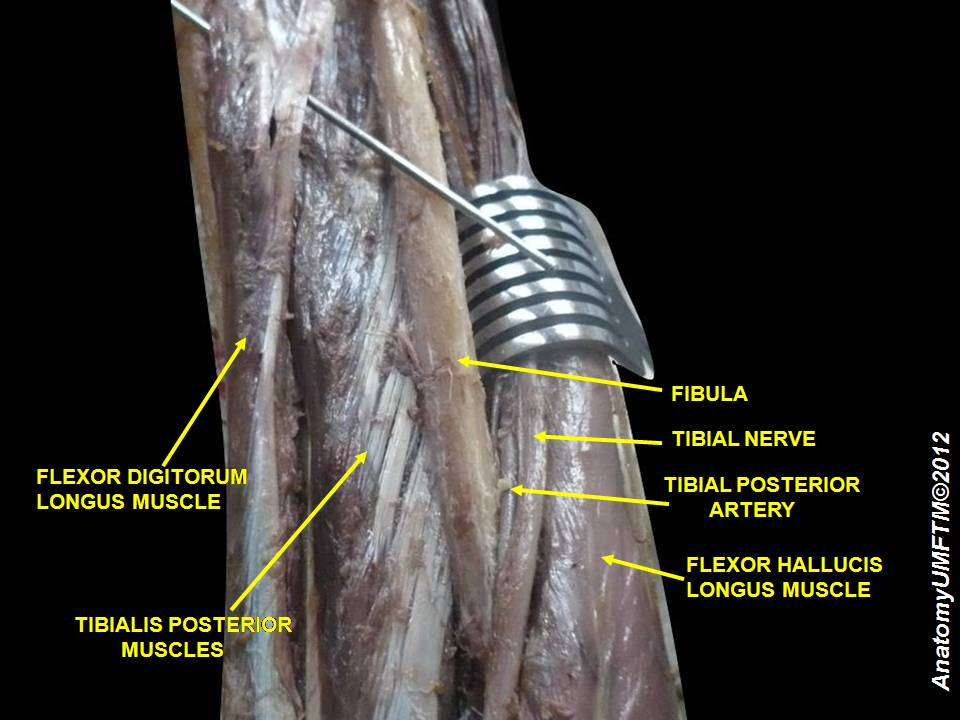
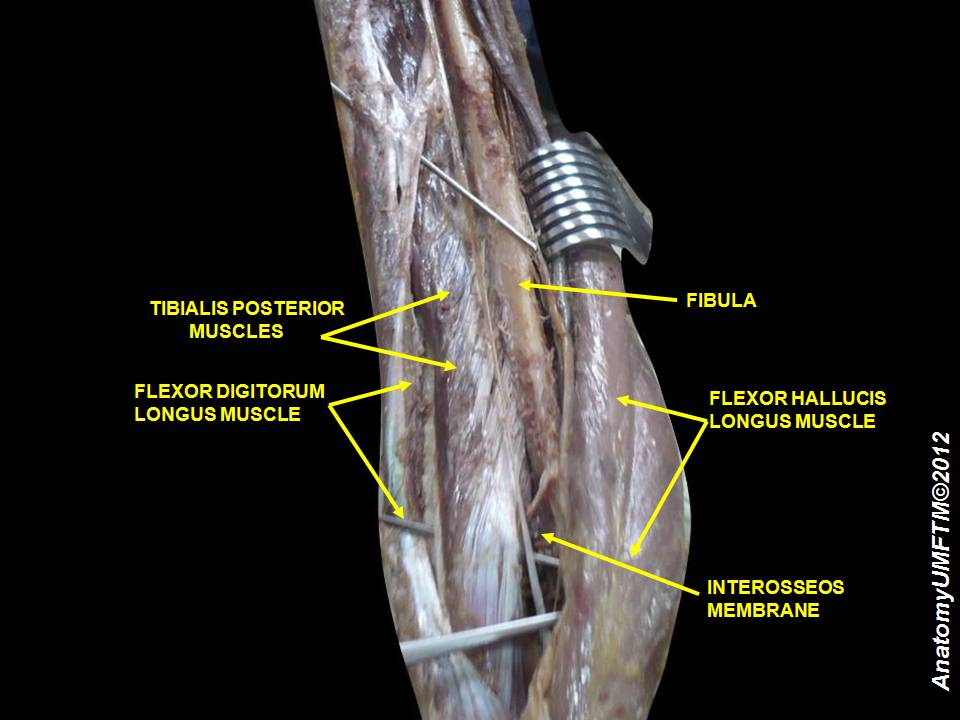
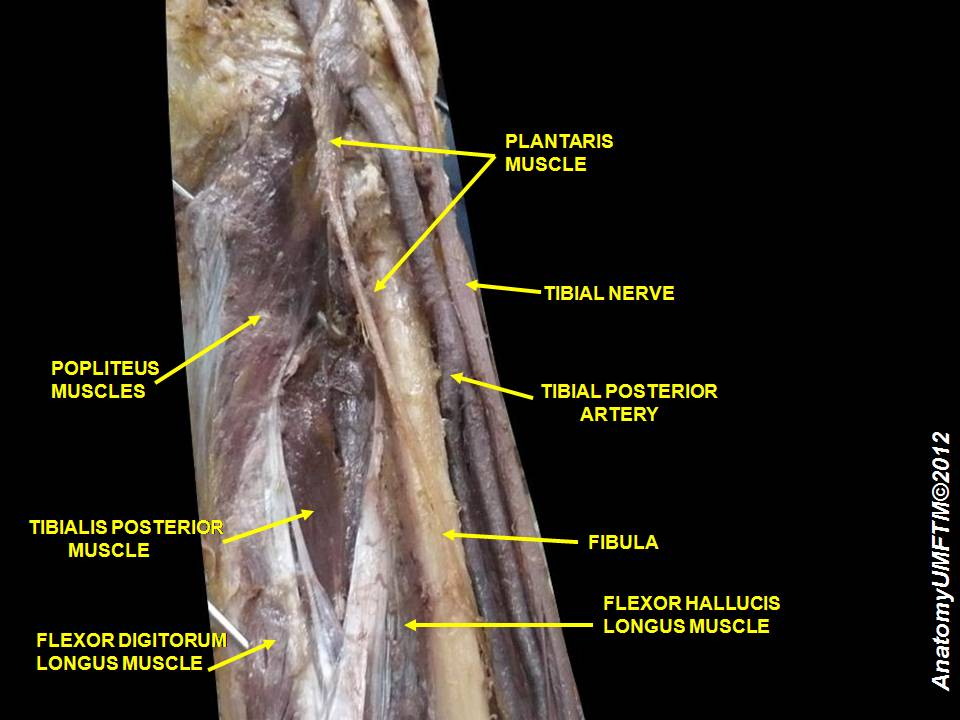
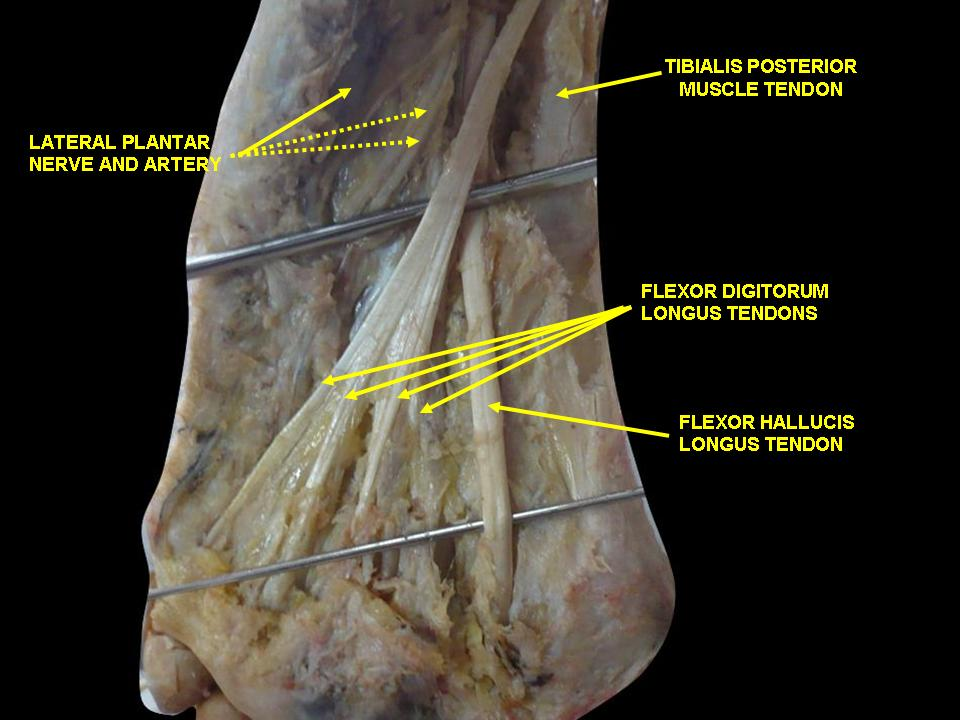
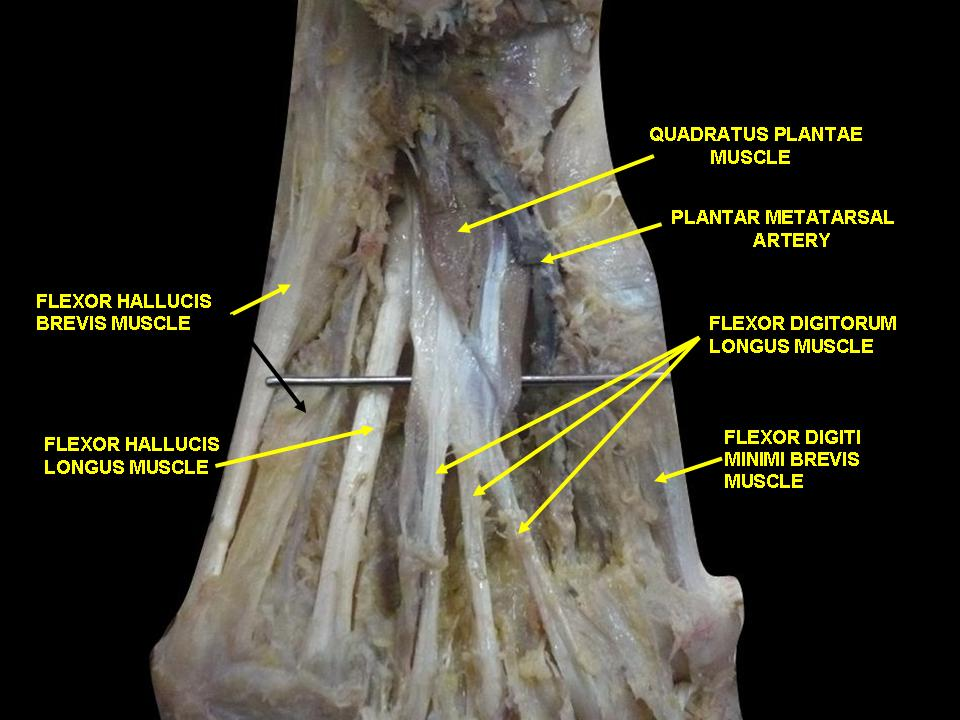
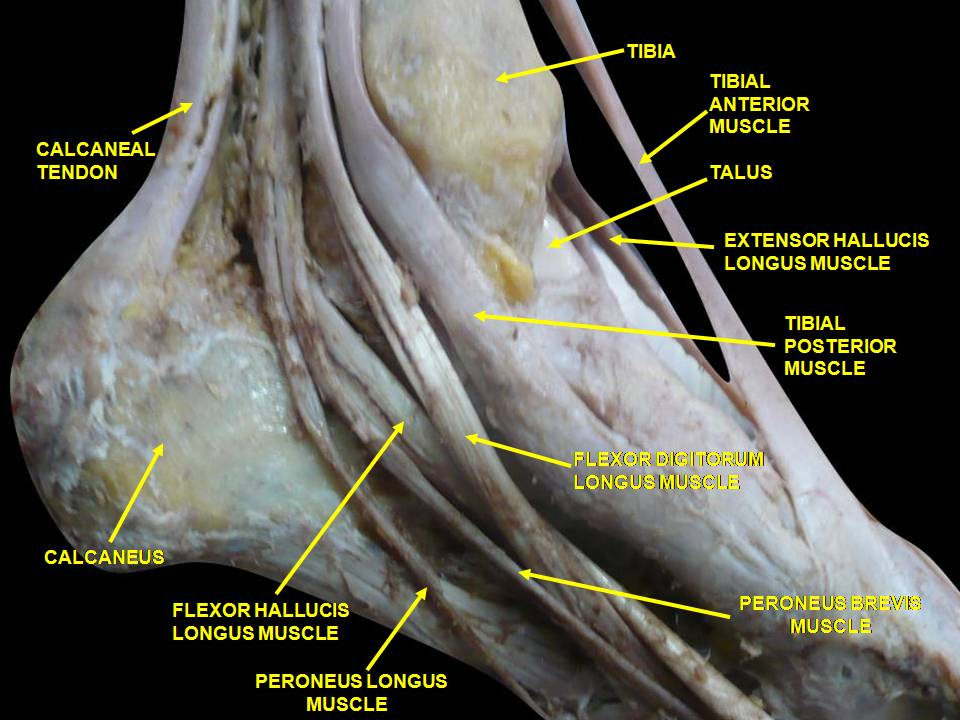
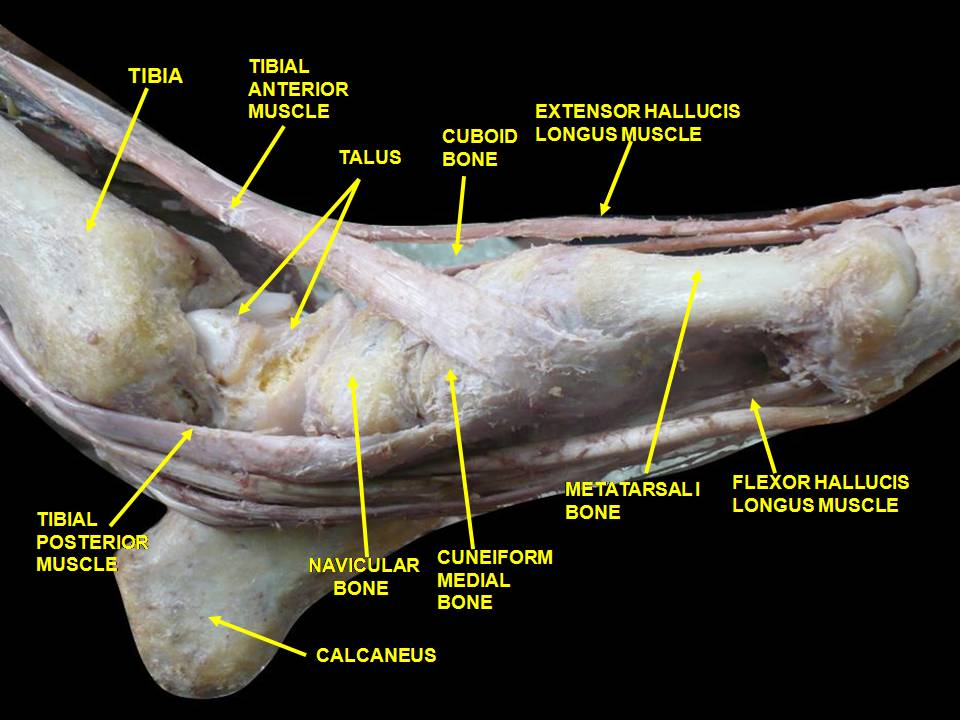